# Освећење храма
Освећење храма, у православном хришћанству, представља обред освећења грађевине (просторије), што је неопходан услов за могућност одржавања богослужења у њему – Свете Литургије. Правила освећења датирају из 5. века, када су разматрана и одобрена на Четвртом васељенском сабору, призната и од православне и од католичке цркве.
Обред освећења храма, по хришћанском канону, назива се и обнова храма – „јер кроз освећење храм од обичне грађевине постаје свети, па самим тим сасвим другачији, нов“. Овај концепт се односи и на новоизграђена (створена) и на реновирана и на други начин преуређена места која су претходно била освећена за литургије. Дакле, обнова у посебном смислу поновног освећења може бити потребна након што је олтар насилно оштећен током поправке храма, или ако је црква на неки начин оскрнављена (укључујући насиље, на пример, убиство).

### Обред великог освећења храма у православљу
Црквени обред освећења храма је описан у Требнику архијерејског свештенства. Уколико се храм обнавља, освећењу храма претходи:
„Повеља за оснивање храма“ после постављања темеља (темељ)
„Повеља о постављању крста” пре постављања крста на кров
„Обред благосиљања звона” пре постављања звона на звоник

### Обред освећења храма од епископа
По 4. правилу Четвртог васељенског сабора, освећење храма мора извршити епископ. Ако епископ не може сам да освешта храм, онда он од њега освећени антимензион, који свештеник ставља при освећењу храма, шаље на њему установљен и освећен олтар.
Освећење храма од стране епископа и свештеника назива се великим. Разликују се следећи обреди великог освећења храма:
Храм освећује лично епископ, а освећује и антимон. Обред је изнет у посебној књизи и у Допунском Требнику (или у Требнику у 2 дела, део 2): „Обред освећења храма од епископа створеног.
Храм освештава свештеник, који је од епископа добио освећени антимон за свој положај у храму. Обред богослужења је у Великом Требнику, гл. 109: „Наредба је да се у новосаграђеној цркви постави освећени антимензион, дат од епископа архимандриту или игуману, или протопрезвитеру, или презвитеру, за то изабраном и вештом.”

### Припреме за освећење храма
При освећењу храма оно што се чини слично је ономе што се чини за освећење сваког човека у тајнама крштења и евхаристије.
Уочи освећења у храму који се обнавља служи се мало вечерње и свеноћно бденије.
Обред освећења храма укључује:
- успостављање престола као знак уласка Бога у храм;
- његово умивање и миропомазање у знак изливања благодати Божије;
- одежде престола и олтара (полажу се две одежде, које одговарају духовном значају престола као Гроба Светога и Престола Цара Небеског);
- освећење зидова храма. Кропљење храма осликава славу Божију, а помазање зидова миром означава освећење храма;
- преношење из суседне цркве и положај под олтаром (само ако обнову врши епископ) и у антимону моштију значи да се благодат освећења преноси и учи од прве цркве.

Када се црква освешта, освешта се и сав њен прибор, укључујући иконостас и друге иконе.
У новоосвећеном храму литија се служи седам дана заредом. Историја обреда обнове датира још од прехришћанских времена и годишњег седмодневног празника обнове у Јерусалимском храму.

### Мало освећење храма
Обред мањег освећења храма се врши ако је извршена поправка унутар олтара, али олтар није оштећен или померен са свог места. У овом случају, олтар, и цео храм се кропе светом водом.
Мање освећење храма се користи и када је трон оскрнављен додиром неосвећених руку, или када је храм оскрнављен, проливена људска крв у цркви или је неко у њој преминуо насилном смрћу. У овом случају се читају посебне молитве „за отварање цркве“.